# Ptochophyle fasciata
Ptochophyle fasciata là một loài bướm đêm trong họ Geometridae.